# Roztoka (stacja kolejowa)
Roztoka – zamknięta w 1999 roku stacja kolejowa w Roztoce, w gminie Dobromierz, w powiecie świdnickim, w województwie dolnośląskim, w Polsce. Została otwarta w dniu 1 grudnia 1890 roku.